# Череменецкое озеро
Череменецкое озеро — озеро в Лужском районе Ленинградской области, в Дзержинском и Скребловском сельских поселениях. Находится на территории Череменецкого заказника.
Площадь — 15,0 км². Длина береговой линии — 37 км. Максимальная глубина — 27,0 м, средняя — 8,0 м. Площадь водосборного бассейна 511 км².

## Физико-географическое описание
Озеро находится северо-восточнее озера Врево. Протянулось в направлении близком к меридиональному на длину 14,7 км, при наибольшей ширине — 2 км. Объём воды в озере составляет 0,118 км³.
Проточное. В Череменецкое озеро впадают реки Быстрица, Кукса и 9 ручьёв, не имеющих официальных названий (площадь всего водосбора составляет 496 км²). Сток из озера осуществляется по реке Ропотка. Во время высоких половодий были отмечены случаи, когда воды реки Луги подтопляли Череменецкое озеро, в этом случае направление течения в Ропотке изменялось на противоположное.
Берега озера в основном высокие, крутые, местами обрывистые, сложены песками, имеются выходы родников (у деревни Госткино глубиной 3 м, в саду у посёлка им. Дзержинского, у деревни Наволок, Ганин ключ у деревни Голубково и другие).
Водной растительности немного; вдоль берегов встречаются заросли тростника и хвоща, камыша. В водах озера была отмечена редкая водоросль шаровидная кладофора диаметром до 8 см. Вода прозрачная, при глубине 4-6 метров просматривается дно. Из рыб водится плотва, окунь, лещ, щука, снеток, налим, ряпушка. Для размножения в озеро выпускались сиг и рипус.
Название озера берёт начало от древнерусского слова «чорма», что означает холмистое, возвышенное место.
На северной оконечности озера стоят посёлки им. Дзержинского (быв. Рапти), дома отдыха Боровое, также у озера расположены деревни: Солнцев Берег, Наволок, Репьи, Югостицы, Голубково, Петровская Горка, Красный Октябрь. На озере на Монастырском полуострове находится Череменецкий Иоанно-Богословский монастырь (местечко Череменец).
У озера в урочище Боровское Купалище находятся древнерусские могильники Рапти-Наволок II и Рапти-Наволок III XI века, селища Рапти-Наволок VI, Рапти-Наволок VII, Рапти-Наволок VIII. Из раскопанных в 1996 году 13 насыпей могильника Рапти-Наволок II одна принадлежала к культуре псковских длинных курганов, для которой более северным местонахождением является лишь могильник КДК на Орлинском озере в Гатчинском районе. В Рапти-Наволок III к культуре длинных курганов относится половина насыпей. На пряслице с одного из селищ был обнаружен знак (двузубец) Святослава Игоревича. В деревне Петровская Горка (бывший Погост Петровский) на береговом мысу у южной оконечности озера Череменецкое находится городище Петровская Горка-1.

## Данные водного реестра
По данным государственного водного реестра России озеро относится к Балтийскому бассейновому округу, водохозяйственный участок — река Луга от истока до в/п Толмачево, речной подбассейн отсутствует. Относится к речному бассейну реки Нарва (российская часть бассейна).
Код водного объекта в государственном водном реестре — 01030000511102000024716.